# Rune Factory: A Fantasy Harvest Moon
Rune Factory: A Fantasy Harvest Moon  (ルーンファクトリー -新牧場物語-?, Rūn Fakutorī -Shin Bokujō Monogatari-) è un videogioco di ruolo sviluppato nel 2006 da Neverland per Nintendo DS. Spin-off della serie Harvest Moon, è il primo videogioco della saga Rune Factory. Oltre ai due seguiti per Nintendo DS, altri titoli di Rune Factory sono stati pubblicati per Nintendo 3DS, Wii e PlayStation 3.